# ESSLINGEN 1900 PS
A 1900 PS é uma locomotiva diesel-hidráulica produzida pela Esslingen da Alemanha para a Estrada de Ferro Leopoldina e Viação Férrea do Rio Grande do Sul. Sua compra foi intermediada através da Indústrias Reunidas Ferro e Aço (IRFA), com componentes fabricados pela MAN (motores diesel) e Voith (transmissões hidráulicas). Foram compradas em 1953 vinte e três unidades deste modelo de locomotiva, a mesma entrou em serviço em 1954.
Apresentaram muitos problemas, sendo alto o índice de imobilização na EFL, sendo transferidas as treze unidades para a VFRGS na década de 1960.
Começaram a serem baixadas na década de 1970, constando em relatórios da RFFSA de meados da década de 80 cinco unidade operacionais.